# Mohammad Al-Sahlawi
Mohammad Ibrahim Mohammad Al-Sahlawi (arabul: محمد ابراهيم محمد السهلاوي; Hofuf, Al-Ahsa, Szaúd-Arábia, 1987. január 10. –) szaúd-arábiai labdarúgó, az en-Naszr csatára. 2003 és 2009 közt az Al-Qadisiyahban játszott, 2009. június 1-én 8 500 000 amerikai dollárért szerződött jelenlegi csapatába.